# ارویو د لا لوز
ارویو د لا لوز (به اسپانیایی: Arroyo de la Luz) یک دهستان‌های اسپانیا و دهستان و شهرک در اسپانیا است که در استان کاسرس واقع شده‌است. ارویو د لا لوز ۱۲ کیلومتر مربع مساحت دارد ۳۵۲ متر بالاتر از سطح دریا واقع شده‌است.